# Oncaea alboranica
Oncaea alboranica is een eenoogkreeftjessoort uit de familie van de Oncaeidae. De wetenschappelijke naam van de soort is voor het eerst geldig gepubliceerd in 1979 door Shmeleva.